# Nagy Iván (etnológus)
Nagy Iván (Dunaszerdahely, 1961. február 24. –) etnológus, etnomuzikológus, népzenegyűjtő, múzeumigazgató.

## Élete
1979-ben érettségizett a dunaszerdahelyi gimnáziumban, majd 1981-ben számítógép-programozásból is tett érettségit Pozsonyban. 1981–2002 között különböző dunaszerdahelyi vállalatok rendszerprogramozója, 2002–2004 között a pozsonyi Pátria Rádió néprajzi műsorának szerkesztője. 10 évig táncolt a Csallóközi Táncegyüttesben, illetve cimbalmon és dudán játszik a Pántlika Zenekarban. 1997-től a dunaszerdahelyi Művészeti Iskola néptáncoktatója, 1999-től a Dunaág Néptáncműhely tagja. 2008-ban végzett a nyitrai Konstantin Filozófus Egyetem bölcsészkarán mint etnológus és etnomuzikológus. 2007-től a dunaszerdahelyi Csallóközi Múzeum kurátora és etnológusa, 2019-től igazgatója.
Főként a hangszeres népzenével foglalkozik (cimbalom, duda, furulya), illetve Csallóköz helytörténetével, valamint a történelmi törzsi önmeghatározással. A helyi kulturális és politikai élet szereplője. Tagja a dunaszerdahelyi városi képviselő-testületnek, a kultúrával és nemzetközi kapcsolatokkal foglalkozó bizottságban dolgozott.
Mongóliában tett kutatóutat.

## Művei
- 1998 Erősíteni a szíveket. Balony község népzenei monográfiája. Dunaszerdahely.
- 2002 A csallóközi dudáshagyomány. Pozsony.
- 2014 Törzsi eredetű helyneveink vitatott kérdései. In: Múzeumi Híradó XXIII.
- 2014 Etnológiai kutatás a mongol-altaji kazak sivar aigar etnikai csoport tagjai között 2010-ben. In: Múzeumi Híradó XXIII.